# FK Islotsj
FK Islotsj (Wit-Russisch: ФК Іслач) is een Wit-Russische voetbalclub uit Maladzetsjna die de rayon Minsk van de oblast Minsk vertegenwoordigd. De club gebruikt zelf de Russische naam Islotsj en niet de Wit-Russische Islatsj. 
De club werd in 2007 opgericht en speelde tot 2011 in het amateurvoetbal. In 2012 kwam Islotsj uit in de Droehaja Liga en promoveerde direct naar de Persjaja Liga. In 2013 was Isloch de Wit-Russische deelnemer aan de UEFA-Regiobeker. Vanaf 2015 speelt de club in het nieuw gebouwde FC Minsk stadion. In 2016 debuteerde de club na het kampioenschap in de Persjaja Liga op het hoogste niveau. Islotsj verloor de finale om de Wit-Russische voetbalbeker 2021 met 2-1 van FK BATE.

## Erelijst
- Persjaja Liga: 2015

## In Europa
Uitslagen vanuit gezichtspunt FK Islotsj
| Seizoen | Competitie               | Ronde | Land                | Club          | Totaalscore  | 1e W    | 2e W       | PUC |
| ------- | ------------------------ | ----- | ------------------- | ------------- | ------------ | ------- | ---------- | --- |
| 2024/25 | Europa Conference League | 1Q    | Vlag van San Marino | SP La Fiorita | 1-1 (2-4 ns) | 1-0 (U) | 0-1 nv (T) | 1.0 |

Totaal aantal punten voor UEFA coëfficiënten: 1.0
Zie ook
- Deelnemers UEFA-toernooien Wit-Rusland